# クレジットデリバティブ
クレジットデリバティブ（英: credit derivative）は、企業のデフォルト（債務不履行）のリスクを取引する金融派生商品の総称である。
伝統的なデリバティブが、株価や為替の変動である市場リスクを取引するものであるのに対して、クレジットデリバティブは、企業のデフォルトのリスクを取引する。代表的なクレジットデリバティブとして、クレジット・デフォルト・スワップ（CDS）やファースト・トゥ・デフォルト・スワップ（FtD）、債務担保証券（CDO）などがある。
例えばCDSは、買い手が定期的に売り手にリスクプレミアムを支払い、売り手は万一あらかじめ決められた参照企業にデフォルトが発生した場合にその損害額を保障するという契約である。このリスクプレミアムの計算には金融工学的手法が使われると言われているが、実際には倒産確率や期待損失からは説明できないレベルでの取引が行われており、需給や参加者心理により市場が形成されていると見るべきである。

## クレジットリンク債
債務不履行などのクレジットイベントが起こると期限前に構成会社の債券で償還されるものとされているが、危険性のある商品である。商品性を高めるために利率を高く設定しているために買いやすく、特に高格付け企業だけで構成されていると、危険性が見えにくい。その「高格付け＋高利回りの商品」を買わない担当者は、いないはずである。
最大の特徴は債券を構成した一つの企業でもデフォルト（債務不履行）を起こせば、全額が失われることである。例えば、リーマンという当時は高格付けであった会社などが組み合わされているために「高利回りで安全」ということで買った会社が多い。また、かなり下のレベルの交渉で個々に作成・購入されている場合が多く、証券会社や購入企業の経営層が把握していなかったものがあるという。